# L.A. Plays Itself
L.A. Plays Itself ist ein mittellanger expliziter Spielfilm des amerikanischen Regisseurs Fred Halsted. Dieser Hardcore-Film gehört zu einer dreiteiligen Reihe, die 2012 vom Museum of Modern Art in New York digital restauriert wurde. Neben L.A. Plays Itself gehören die Filme The Sex Garage (1972) und Sextool aus dem Jahr 1975 zu dieser Reihe. Halsteds Filme gelten als für das Erotikkino bahnbrechend und waren in der Gay-Liberation-Bewegung umstritten.

## Handlung
Der Film startet mit Bildern einer unberührten Landschaft, untermalt von japanischer Koto-Musik. Später folgt ein Gespräch über die ewige Rivalität zwischen New York und L.A., begleitet von Nahaufnahmen von Pflanzen und Tieren. Schließlich begegnen sich zwei Männer, gespielt von Jim Frost und Rick Coats. Sie haben Sex in der Natur, für einen Halsted-Film ungewohnt zärtlich. Währenddessen bestäubt eine Biene eine Blume. Halsted folgt keinem erkennbaren Ordnungsprinzip, setzt immer wieder abrupte Schnitte.
Plötzlich brechen Bulldozer in die Idylle ein. Ein harter Schnitt nach Los Angeles. Halsted fährt mit starrer Miene durch Hollywood, vorbei an Strichern und Reklametafeln. In einem dunklen Zimmer sehen wir Halsted als Darsteller, wie er seinen langjährigen Lebensgefährten Joey Yale, der die Rolle des „Blond Pick-up“ spielt,  tritt, fesselt und ihn mit einem Gürtel schlägt. Der geschlagene Mann wird hilflos in einem Schrank zurückgelassen. Die Kamera zeigt die roten Striemen auf Yales Körper, gleitet dann durch die Wohnung, um aufgespießte Schmetterlinge zu zeigen.

## Rezeption
Michael Kienzl spricht von L.A. Plays Itself von einem „rohen Meisterwerk des Underground-Kinos“.

## Festivals
- 2008: Viennale
- 2012: Outfest: Los Angeles Gay & Lesbian Film Festiv
- 2022: Queer Lisboa